# Rosopaella citrinella
Rosopaella citrinella är en insektsart som beskrevs av Webb 1983. Rosopaella citrinella ingår i släktet Rosopaella och familjen dvärgstritar. Inga underarter finns listade i Catalogue of Life.